# 115.ª Brigada Mecanizada Independiente (Ucrania)
La 115ª Brigada Mecanizada Independiente (Ucrania) es una unidad militar de tropas mecanizadas como parte de las Fuerzas Terrestres  de las Fuerzas Armadas de Ucrania con tamaño de brigada. Tiene su sede en el pueblo de Blagodatne, región de Cherkasy.

## Historia
La brigada se formó en la región de Cherkasy a principios de marzo de 2022, en las primeras semanas después de la Invasión rusa de Ucrania de 2022. En abril-junio de 2022, la brigada participó en la defensa de Severodonetsk y Lysychansk. En mayo de 2022, un grupo de soldados de una de las divisiones de la brigada grabó un video llamamiento con denuncias sobre las condiciones del servicio; sus declaraciones fueron utilizadas en numerosos materiales de propaganda rusa; posteriormente, otro grupo de brigadistas desmintió la información del primer videollamada, acusando a sus autores de deserción. También se menciona la participación de unidades de la brigada 115 en los combates cerca de Donetsk. Actualmente, la unidad está combatiendo en el este de Ucrania en la Contraofensiva del este.

## Estructura
- Cuartel Central
- 1.er batallón mecanizado
- 2.º batallón mecanizado
- 3.er batallón mecanizado
- Compañía de reconocimiento
- Batallón de reparación y restauración de equipo
- Compañía de batería de misiles guiados antitanque
- Compañía de Batería de misiles antiaéreos
- División de artillería antitanque
- División de artillería
- Pelotón de francotiradores
- Compañía de reserva N.º 37
- Compañía médica
- Compañía separada de Defensa Nuclear, Radiológica, Biológica y Química
- Compañía de ingenieros y zapadores

## Comandante
- Coronel Ihor Ivanov